# Peñaflor de Hornija
Peñaflor de Hornija es un municipio y localidad española de la provincia de Valladolid, en la comunidad autónoma de Castilla y León. El término municipal tiene una población de 350 habitantes (INE 2024).

## Geografía
El municipio tiene una superficie de 66,21 km². La localidad, situada a 25 km de la ciudad de Valladolid, se ha convertido por derecho propio en el mejor mirador posible de todo el Valle del Hornija debido a su ubicación en uno de los límites del páramo de los Montes Torozos.
Desde el mismo pueblo la vista es inmejorable, pudiéndose avistar desde núcleos como el de Torrelobatón con su impresionante castillo, hasta un paisaje donde el río Hornija se ha abierto paso entre los páramos que lo circundan y ha quedado encajado, no con mucho desnivel, pero sí con el suficiente para poner una nota agradable entre tanta llanura.
Peñaflor se encuentra dentro del itinerario que conforma el Camino de Santiago de Madrid que desde San Pelayo se dirige hacia La Mudarra.

## Historia
Así se describe a Peñaflor de Hornija en la página 781 del tomo XII del Diccionario geográfico-estadístico-histórico de España y sus posesiones de Ultramar, obra impulsada por Pascual Madoz a mediados del siglo XIX:

PEÑAFLOR

Villa con ayuntamiento en la provincia, audiencia territorial y capitanía general de Valladolid (4 leguas), partido judicial de Mota del Marqués (3 1/2), diócesis de Palencia (9).
Situada en un elevado cerro con buena ventilación y clima sano; tiene 160 casas; la consistorial; un buen juego de pelota; dos escuelas de instrucción primaria, la una pública, dotada con los fondos del común, y la otra particular; dos iglesias parroquiales (Santa María y San Salvador), y un cementerio situado en una ermita (el Santo Cristo de las Heras); fuera de la población hay una fuente de buenas aguas, a la que se baja por una rampa empedrada.
Término: confina con los de Castromonte, Torrelobatón, Castrodeza, Bamba, Villanubla y La Mudarra; dentro de él se encuentran 7 fuentes y los despoblados de Pinilla y Villafrela.
El terreno fertilizado por un arroyo bastante caudaloso, participa de valle y páramo; el primero de superior calidad, y el segundo mediano; comprende dos montes poblados de encina y roble.
Caminos: los locales en mal estado.
Correo: se recibe y despacha en Valladolid.
Producciones: cereales, toda clase de legumbres y vino, mimbres, leñas de combustible y pastos, con los que se mantiene ganado mular y vacuno.
Industria: la agrícola, 5 molinos harineros, un batán y algunos de los oficios más indispensables.
Comercio: exportación del sobrante de frutos e importación de los artículos que faltan.
Población: 134 vecinos, 620 almas.
Capital productivo: 1.057.900 reales. Imponible: 105.790. Contribución: 18.809 reales 9 maravedíes.

Los conjurados que en 1465 proclamaron por rey de Castilla al infante Don Alonso, en Ávila, cargaron sobre Peñaflor que les resistió obstinadamente y, tomada, fueron allanados sus muros.

Hasta la reforma de la nomenclatura municipal de 1916 el municipio se llamaba simplemente Peñaflor. En dicha fecha su nombre fue modificado por el de Peñaflor de Hornija.

## Demografía

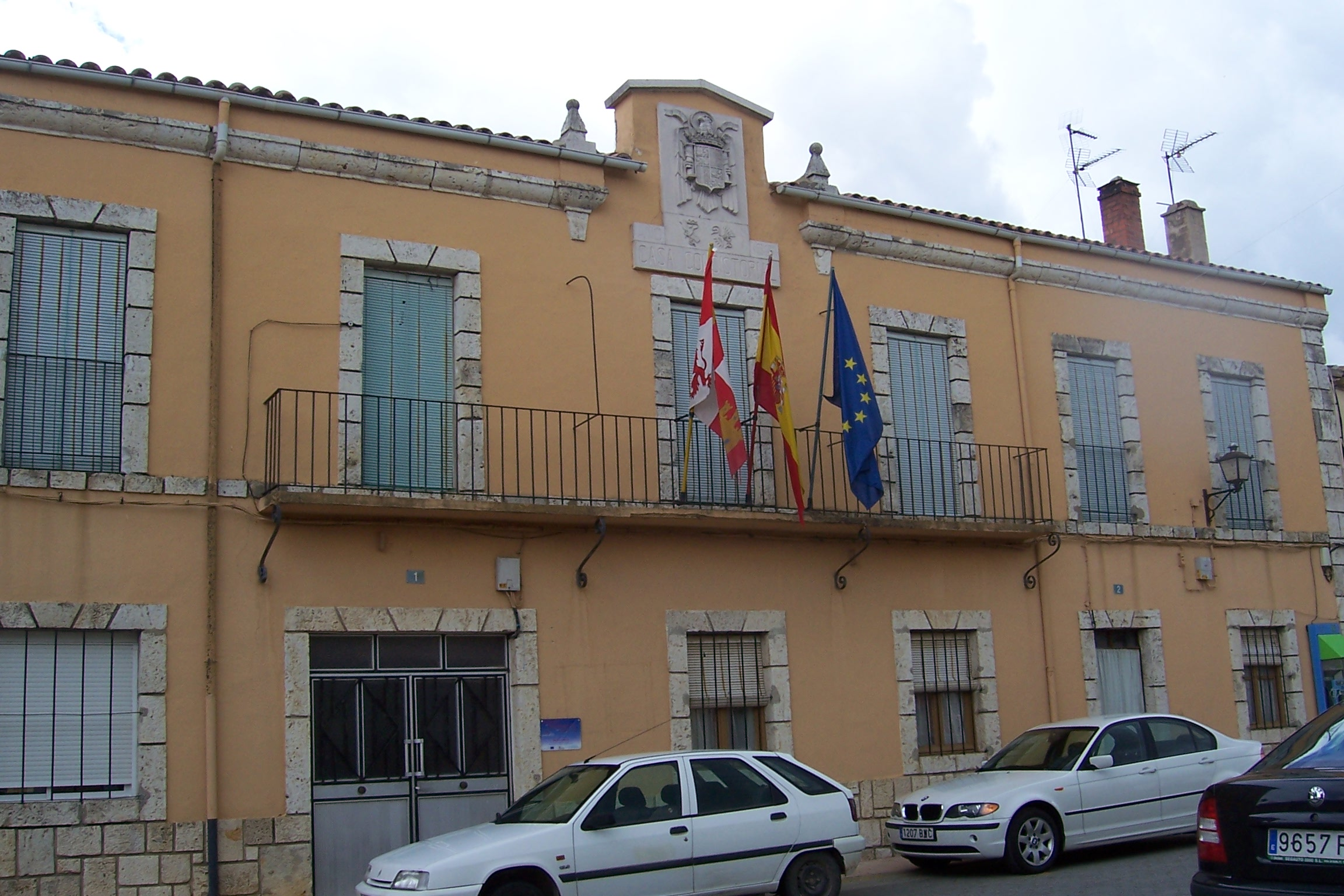
Casa consistorial

Cuenta con una población de 350 habitantes (INE 2024).
| Gráfica de evolución demográfica de Peñaflor de Hornija entre 1842 y 2021 |
| |
| Población de derecho según los censos de población del INE Población de hecho según los censos de población del INEEn estos censos se denominaba Peñaflor: 1842, 1857, 1860, 1877, 1887, 1897, 1900 y 1910 |

## Patrimonio

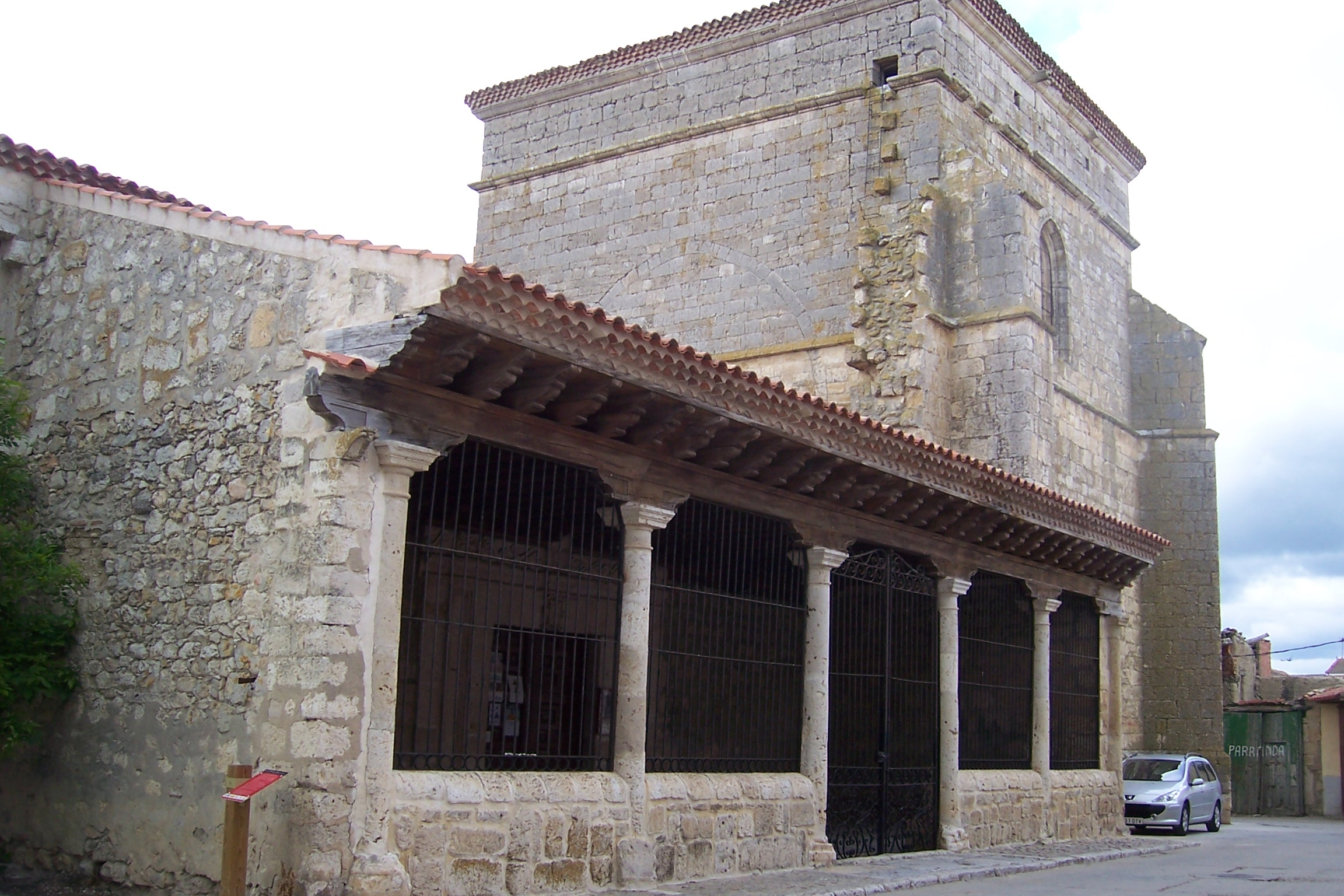
Portada de la Iglesia de Santa María en Peñaflor de Hornija

Se trata de un pueblo con solera, con más de catorce siglos de existencia y en donde se dice, y así lo atestiguan algunos restos, que hubo una muralla, allá por el siglo XIV. Aparte también se pueden admirar varias casas con escudos, como la del conde de Peñaflor, del siglo XVI y situada en la calle de San Juan, a la izquierda de la plaza Mayor, que se encuentra al final de la calle que da entrada al mismo.
A la derecha de esta plaza, podremos encontrarnos con su edificio hoy en día más notable, como es la Iglesia de Santa María, del siglo XIII y realizada toda ella en piedra. Es de una sola nave, cubierta con bóveda de cañón con fajones, mientras que la capilla mayor tiene bóveda de crucería con terceletes. En el interior también podremos admirar un maravilloso retablo neoclásico del siglo XIX, así como dos retablos barrocos del siglo XVII, otro ubicado en el altar mayor, del siglo XVIII, y una magnífica tabla pintada del XVI dentro de la sacristía. Asimismo existe otra iglesia, en el centro del pueblo, del siglo XIII, de la que sólo sus muros permanecen en pie. 
A las afueras del pueblo se encuentra la ermita del Cristo de las Eras, del siglo XVI, en la que lo más destacado es un extraordinario Cristo de 1,70 m de altura que se ubica en el centro del retablo mayor que es del siglo XVIII. Además es a este Cristo a quien los vecinos de Peñaflor de Hornija honran en sus fiestas principales en el tercer domingo de septiembre, donde las calles se llenan de color y alegría gracias a las populares verbenas, los tradicionales encierros y la calurosa hoguera de medianoche.
- Iglesia de Santa María de la Expectación. Se trata de una iglesia de una nave, cubierta de cañón con fajones, muy juntos unos a otros, lo que le da una fisonomía muy extraña. La portada actual es adintelada, de 1678. En 1677, Juan Fernández de Serdio hacía las condiciones para esta portada. Podemos datar la construcción a principios del siglo XIII, con reformas en los siglos XVII y XVIII en que se haría la actual bóveda. En 1680 se pagaba a Andrés Jento por poner la reja actual, y en 1687 y 1688 se asentaban de nuevo vigas y zapatas, por Pedro Martín. En 1754 se anota el pago a Francisco Monero por las columnas. Aún en 1795, el maestro Francisco Martínez reconstruía una de sus paredes. En 1770 se hacían reformas en la torre y parte de las Bóvedas , por haber sufrido pequeños desperfectos ocasionados por un rayo. En 1790, Tomás Rico, alarife, reparaba bóvedas y retejaba toda la fábrica de nuevo.
- Iglesia de San Salvador. Se trata de una iglesia románica y de transición, de los siglos XII y XIII. La parte antigua es la cabecera, de la segunda mitad del siglo XII, en la primera mitad del siglo XIII se construye el resto de la iglesia, dentro de las fórmulas góticas, aunque dotadas de rusticidad, y con una determinante influencia cisterciense. A los pies, se eleva la torre, en la actualidad de dos cuerpos, por haberse desmochado el tercero. Aún se conserva, dentro de la capilla mayor, el ensamblaje del retablo mayor, de un cuerpo pequeño, con decoración de hojas carnosas, que pueden adscribirse en el tercer cuarto del siglo XVII, dentro del estilo de Juan de Medina Argüelles. En 1921 aún se encontraba en uso, pero a partir de entonces fue progresivamente abandonada hasta que se arruinó.
- Ermita del Santo Cristo de las Eras. Se trata de un edificio del siglo XVI, de una nave y capilla mayor cuadrada, cubiertas ambas con bóvedas de arista, del siglo XVIII. Los extremos de la nave se apoyan en el exterior en pilares cilíndricos angulares. En uno del lado de la epístola, se encuentra grabada la cruz de Calatrava. Dos portadas de medio punto, una en el lado del evangelio y otra, a los pies, protegida por pórtico de madera, apoyado en seis columnas toscanas. Espadaña de un cuerpo de piedra. A la entrada hay una cruz moderna de piedra, apoyada en un basamento que se lee: "Se puso esta peana, siendo mayordomo Señor de Gonzalo". En el centro , la imagen titular: Escultura de Cristo , de principios del siglo XVII, atribuida al escultor Francisco de Rincón, Es una buena escultura de tamaño natural (170 cm), de suave modelado, cabeza serena, con la corona tallada directamente y proporciones esbeltas, dentro de la órbita manierista.
- Muralla medieval. De construcción medieval, existen aún restos de las murallas, en forma de un trozo de pared de mampostería, de unos cuatro metros de longitud. La línea de las bodegas sigue actualmente la que debió de seguir la muralla, bordeando el escarpe del páramo...

"Los conjurados que en 1465 proclamaron por Rey de Castilla al infante D. Alonso, en Ávila, cargaron sobre Peñaflor que les resistió obstinadamente y, tomada, fueron allanados sus muros".
 (Diccionario de Pascual Madoz).

## Fiestas
La fiesta más significativa es la del Cristo en honor al Santísimo Cristo de las Eras el tercer domingo de septiembre. En ella una de las tradiciones más característica es la gran hoguera en la que se queman ramas de encina, preparada por el mayordomo de la cofradía en la plaza del Cristo el sábado de la fiesta, mientras repica la campana de la ermita. 
Sobre este Cristo de las Eras hay una leyenda que cuenta que su imagen estaba destinada a un pueblo cercano, pero los bueyes que la transportaban se pararon en Peñaflor y no hubo manera de moverlos, por lo que la imagen se quedó en Peñaflor, construyéndose en el lugar de la parada la actual ermita en la que se guarda y venera la imagen del crucificado.